# Gråbukig komet
Gråbukig komet (Taphrolesbia griseiventris) är en fågel i familjen kolibrier.

## Utseende
Gråbukig komet är en stor (14–17 cm), klykstjärtad kolibri. Ovansidan är bronsgrön med en vit fläck bakom ögat. Den djupt kluvna och långa stjärten är grön med guldorange spets. Undersidan är helt grå, med blått på strupen hos hanen. Honan har grå strupe och kortare, mindre kluven stjärt.

## Utbredning och systematik
Fågelns utbredningsområde är i Anderna i nordvästra Peru (södra Cajamarca till västra Huánuco). Arten är den enda i släktet Taphrolesbia. Den behandlas som monotypisk, det vill säga att den inte delas in i några underarter.

## Status
IUCN kategoriserar arten som starkt hotad.